# Hexaborure de baryum
L'hexaborure de baryum (BaB6) est un composé inorganique, le borure du baryum. C'est un composé dur, avec un haut point de fusion (2 270 °C), se présentant sous la forme d'une poudre noire. Comme la plupart des composés du baryum, il est toxique.